# ランボー者
『ランボー者』（原題：Steele Justice）は、1987年公開のアメリカ合衆国のアクション映画。
ロバート・ボリスが脚本・監督を務め、マーティン・コーヴやセーラ・ウォード、バーニー・ケイシーが出演した。

## あらすじ
ベトナム帰還兵のジョン・スティールは、戦後の生活に馴染めず、警官などの仕事にも就けずにいた。その頃、戦友で刑事になったリーが、捜査中の事件に関連して麻薬組織に殺されてしまう。リーの娘を助けたジョンは、襲撃犯の一人を目撃するが、その後、その男がクワン将軍の息子であることに気付く。クワン将軍とは、ベトナムで共に戦っていたが、その裏で私腹を肥やしていた人物であり、当時秘密を知ったジョンとリーを殺そうとしていた因縁のある人物でもあった。ジョンはクワン将軍がリーの死に関与しているのではないかと疑うも、クワン将軍は今やベトナム人コミュニティで有力者となっていて、簡単には手出しができなくなっていた。ジョンのかつての上司であるベネットは、捜査には進展を見せない一方で、内部調査でリーが不正をしていた可能性があることを示唆する。しかし、それが事実でないことを確信しているジョンはリーの無実を証明し、クワン将軍を捕まえるために自分が出来ることをしようとする。

## キャスト
※括弧内は日本語吹替（初回放送1991年10月26日『ウィークエンドシアター』）
- ジョン・スティール - マーティン・コーヴ（玄田哲章）
- トレイシー - セーラ・ウォード
- ベネット - ロニー・コックス（中村正）
- トム・リース刑事 - バーニー・ケイシー
- ハリー - ジョセフ・カンパネラ
- キャミ - ジャン・ガン・ボイド（英語版）
- Angela Spinelli - シャノン・トゥイード
- 陸軍軍曹 - ケヴィン・ゲイジ
- ケイ - サラ・ダグラス
- Bon Soong Kwan将軍 - スーン＝テック・オー（吉村よう）
- Xua Chan - イレーネ・ツ（英語版）

## キャッチコピー
- 「When the police needed someone to stop the Vietnamese Mafia, there was only one choice...」
- 「You don't recruit John Steele. You unleash him.」
- 「The only law is the Black Tiger's. The only justice is John Steele's.」

## 評価
ニューヨーク・タイムズ紙のジャネット・マスリンは、この映画を以下のように軽蔑していた：
「『Steele Justice』はコメディとして製作されてはいないが、不本意なユーモアで高い評価を受けている...。コーヴ氏は映画の大半で鼻梁にバンドエイドを貼っていますが、彼の顔の中で最も表情豊かなのはこの部分です...」と。